# 靈光鰓魚
靈光鰓魚（學名：Chromis trialpha），又稱靈光鰓雀鯛，是輻鰭魚綱鱸形目雀鯛科光鰓魚屬的其中一種，分布於西印度洋紅海海域，深度3至50公尺，本魚體呈卵圓形且側扁，體色鐵灰色，腹部顏色較淡，魚鰭藍色，背鰭硬棘、臀鰭硬棘及尾鰭上下葉黑色，背鰭硬棘12枚、背鰭軟條10-11枚、臀鰭硬棘2枚、臀鰭軟條10-11枚，體長可達6公分，棲息在陡峭的岩架洞穴、珊瑚叢中，以浮游生物為食，繁殖期時成對出現，雄魚會守護卵直到孵化，生活習性不明。